# Tremplin de Mühlenkopf
Le tremplin de Mühlenkopf est un tremplin de saut à ski situé à Willingen en Allemagne.